# Scipiades Elemér
Scipiades Elemér, teljes nevén Scipiades Elemér Lajos István (Jászárokszállás, 1875. augusztus 21. – Pécs, 1944. február 21.) szülész-nőgyógyász, egyetemi tanár.

## Élete
Jászárokszálláson született a XVII. század közepe óta hazánkban élő család sarjaként. Apja Scipiades János (1835–1884) köz- és váltóügyvéd, anyja Nagy Róza volt.
Elemi iskoláját szülőfalujában, a középiskola első osztályát a Gyöngyösi Katolikus Nagygimnáziumban (1885) végezte, majd az 1886/1887. tanévtől a Ciszterci Rend Egri Katolikus Főgimnáziumának tanulója volt (1886–1893). 1893. szeptember 1-jén iratkozott be a Budapesti Tudományegyetem Orvostudományi Karára. Itt – miután harmadéves orvosnövendék korában Salzburgban önkéntesi félévét is leszolgálta –, 1894. október 27-én avatták orvosdoktorrá.
Oklevelének megszerzése után, 1898–1899-ben az Élettani Intézet díjazott gyakornoka, 1899-től a II. sz. Belgyógyászati Kóroda díjazatlan gyakornoka, 1900-tól a Tauffer Vilmos által vezetett II. sz. Női Klinika gyakornoka, 1903. október 1-től poliklinikumi tanársegéde, 1907-től első tanársegéde volt. 1907 júniusában Brémán keresztül az Amerikai Egyesült Államokba utazott tanulmányútra, ahol öt hónapot töltött.
1910-ben a Budapesti Tudományegyetemen a terhességi és szülési patológia című tárgykörből egyetemi magántanárrá habilitálták, s ugyanezen év áprilisától adjunktusként működött a II. sz. Női Klinikán. Az első világháborúban a Vöröskereszt tábori kórházához vonult be és a szerb harctéren teljesített egy ideig szolgálatot, ahol soron kívül főorvossá léptették elő. 1915-ben a Honvéd Helyőrségi Kórház sebészeti osztályán mint beosztott orvos, majd mint ezredorvos tevékenykedett. A Vöröskereszt II. osztályú díszjelvénnyel tüntették ki. 1916 augusztusában klinikája kérésére felmentették a katonai szolgálat alól.
1917. augusztus 31-től 1919. november 30-ig helyettes szülész-nőgyógyász főorvos volt a Szent Rókus Kórházban, 1919. december 1-től 1922. január 4-ig pedig közkórházi főorvos a Zita Közkórházban.
1920 októberében megbízták a Pozsonyból menekült Erzsébet Tudományegyetem Szülészeti és Nőgyógyászati Tanszékének helyettes vezetésével. 1922. január 1-jén – a Pécsre költözött egyetem – nyilvános rendes tanárává nevezték ki, s ettől az évtől haláláig (1944) az igazgatása alatt működött a Szülészeti és Nőgyógyászati Klinika.
Az 1931/32-es tanévben az Orvostudományi Kar dékánja, az 1937/38-as tanévben az egyetem rektora volt. 1937. október 2-án tartotta székfoglaló előadását Lehet-e a szülést fájdalommentessé tenni címmel. Rektorsága idején készültek el az új díszruhák a nagy egyetemi ünnepségekre.
Budapesti tevékenysége idején belépett a Jászok Egyesületébe, 1927 és 1929 között az Egyesület alelnöke volt. Rendkívül termékeny tanulmányíró, több mint 130 dolgozata jelent meg. Hazai és nemzetközi orvosi folyóiratokban is publikált magyar, német és angol nyelven.
A Fiumei úti sírkertben helyezték nyugalomra.

### Családja
Felesége Gecső Irén Hermina Alojzia (1881–1974) tanítónő volt, Gecső Ignác és Czink Alojzia lánya, akivel 1910. augusztus 15-én Budapesten, az Erzsébetvárosban kötött házasságot.
Gyermekei:
- dr. Scipiades Elemér János Ignác Sándor (1911–1989) orvos. Felesége Heitz Mária.
- Dániel Katinka (született Scipiades Katalin, 1913–2010), zongoraművész, zenetörténész, férjezett számosújvári és németi Dániel Ernőné (1918–1977).
- dr. Scipiades Nóra (1917–2003), férjezett dr. Patkós Györgyné

## Főbb művei
- Über die Behandlung des Geburten bei engen Becken (Berlin, 1909)
- Über die Zerreisung der Gebärmutter an der Hand von 91 einigen Fallen (Berlin, 1909)
- Myom und Schwangerschaft (1912)
- Szülészeti előadásai I. Propedeutika (Budapest, 1920)
- Physiologia (Budapest, 1922)
- A szülészet kézikönyve (Budapest, 1942)

## Tagságai
- Magyar Nőorvosok Társasága
- Budapesti Nőorvosok Szakosztálya
- Deutsche Gynäkologische Gesellschaft
- Magyar Királyi Orvosegyesület
- Magyar Orvosok és Természetvizsgálók Központi Választmánya
- Katolikus Orvosok Szent Lukács Egyesülete
- Országos Szakorvosképző Bizottság
- ETE Tudományos Egyesülete Orvosi Szakosztálya

## Díjai, elismerései
- Tóth Lajos-emlékérem (1930)